# L'Emprise (téléfilm)
Pour les articles homonymes, voir Emprise.
Pour plus de détails, voir Fiche technique et Distribution.
L'Emprise  est un téléfilm dramatique biographique franco-belge réalisé par Claude-Michel Rome en 2014, et diffusé en janvier 2015.

## Synopsis
L'Emprise raconte le calvaire qu'a vécu Alexandra Lange, une femme battue par son mari Marcello Guillemin pendant quatorze ans, et qu'elle a raconté dans son autobiographie Acquittée.

## Fiche technique
- Titre original : L'Emprise
- Année de production : 2014
- Réalisation : Claude-Michel Rome
- Scénario : Claude-Michel Rome, d'après l'autobiographie Acquittée d'Alexandra Lange
- Musique : Fred Porte[2]
- Photographie : Alain Ducousset[2]
- Son : Pierre Mertens[2]
- Montage : Jérôme Bréau et Stéphanie Mahet[2]
- Société de production : Leonis Productions ; RTBF et Scope Pictures (coproductions)
- Société de distribution : TF1 Distributions
- Pays d'origine :  France,  Belgique
- Langue originale : français
- Format : couleur
- Genre : drame biographique
- Durée : 98 minutes[2]
- Dates de diffusion :
  - Belgique : 13 janvier 2015 sur La Une[3]
  - France : 23 janvier 2015[2] (FIPA 2015) ; 26 janvier 2015 sur TF1 ; 23 novembre 2022 sur Chérie 25 (rediffusion)
- Classification : Déconseillé aux moins de 12 ans

## Distribution
- Odile Vuillemin : Alexandra Lange
- Fred Testot : Marcello Guillemin
- Marc Lavoine : le procureur Luc Frémiot
- Sam Karmann : Robert Lange
- Lolita Chammah : Brigitte
- Micky Sébastian : la juge Schneider
- Raphaëlle Bruneau : une des deux avocates d'Alexandra.
- Titouan Aquilina : José
- Cédric Constantin : Kévin
- Rosalia Cuevas : l'assistante sociale
- Thomas Demarez : Yann Lange
- Tania Garbarski : le commandant de police
- Ingrid Heiderscheidt : le médecin légiste
- Annick Johnson : Sylvie
- Fabienne Mainguet : Johane
- Erico Salamone : Rudy
- Vincent Pannetier : un des policiers de la brigade des mineurs
- Maxime Beauduin : un des policiers de la brigade des mineurs

## Production

### Tournage
Le tournage a lieu entre fin août 2014 et fin septembre 2014 à Anderlecht  et Anderlecht vaillance 

## Accueil

### Diffusions
L'Emprise est diffusé pour la première fois le 13 janvier 2015 sur La Une, en Belgique.
En France, il est d'abord présenté au Festival international des programmes audiovisuels de Biarritz le 23 janvier 2015, puis diffusé en première partie de soirée le 26 janvier 2015 sur TF1, réunissant 8 500 000 téléspectateurs, soit 33 % du public.

## Distinctions

### Récompenses
- Festival de la fiction TV de La Rochelle 2015 : Prix du meilleur téléfilm de l’année Téléstar & Télé Poche[5]
- Festival de télévision de Monte-Carlo 2016 : Meilleure actrice pour Odile Vuillemin

### Sélection
- Festival international des programmes audiovisuels de Biarritz 2015 : sélection « Hors-compétitions »[2]